# Petrus Palmu
Petrus Palmu, född 16 juli 1997 i Joensuu, är en finländsk professionell ishockeyspelare som spelar för HIFK i Liiga. Palmu började tidigt spela för Jokerits ungdoms- och juniorlag. Säsongen 2013/14 vann han det finska U18-mästerskapet med klubben. Därefter tillbringade han tre säsonger i Nordamerika med Owen Sound Attack i juniorligan OHL. Efter att ha slutfört sin sista säsong med Sound Attack draftades Palmu av Vancouver Canucks 2017 i den sjätte rundan som 181:a spelare totalt.
Han återvände efter detta till Finland där han säsongen 2017/18 spelade för HC TPS i Liiga. Efter en succéartad säsong, där Palmu bland annat utsågs till Årets rookie i ligan, skrev han ett treårsavtal med Canucks i NHL. Han lyckades dock aldrig ta någon plats i NHL och efter en kort sejour i AHL med Utica Comets återvände han till TPS. De två sista säsongerna på avtalet med Canucks spelade Palmu som utlånad till JYP i Liiga och ERC Ingolstadt i DEL. Säsongen 2021/22 tillbringade han med Mikkelin Jukurit och tilldelades vid säsongens slut Lasse Oksanen Trophy som går till Liigas bästa spelare i grundserien. Palmu inledde säsongen 2022/23 med Örebro HK i SHL och avslutade den med seriekonkurrenten Linköping HC. I maj 2023 återvände han till TPS med vilka han spelade en och en halv säsong innan han anslöt till HIFK i början av 2025.
Palmu gjorde A-landslagsdebut 2019 och har sedan tidigare representerat Finland vid ett JVM och ett U18-VM.

## Karriär

### Klubblag

#### 2011–2017: Ungdoms- och juniorår
Palmu påbörjade sin ishockeykarriär i moderklubben Jokipojat. Säsongen 2011/12 spelade han för klubbens U16-lag och var lagets poängmässigt bästa spelare då han vann både poäng- och skytteligan inom laget. På totalt 31 matcher noterades han för 64 poäng, varav 34 mål. Vid 14 års ålder flyttade Palmu under sommaren 2012 till Helsingfors på egen hand och spelade säsongen 2012/13 i Jokerits ungdomssektioner. I U16-slutspelet vann Palmu skytteligan då han stod för 17 mål och totalt 20 poäng på tio spelade matcher. Palmu satte därmed nytt målrekord i slutspelet; det tidigare hölls av Oskari Siikki (15 mål) från säsongen 2010/11. Säsongen 2013/14 vann Palmu både den interna poäng- och skytteligan i Jokerits U18-lag. På 31 matcher noterades han för 54 poäng (29 mål, 25 assist). Denna poängnotering gav honom en femteplats i den totala poängligan. Han avslutade säsongen med att vinna guld med Jokerit U18. På tolv slutspelsmatcher stod han för lika många poäng, varav sju mål.
OHL-laget Owen Sound Attack valde Palmu som 22:e spelare av CHL:s importdraft 2014. Från säsongen 2014/15 spelade Palmu för Sound Attack och noterades för 42 poäng i sin första säsong i Nordamerika. På 62 grundseriematcher stod han för 22 mål och var därmed, tillsammans med Daniel Milne, lagets tredje bästa målskytt. Säsongen därpå vann Palmu lagets interna skytteliga då han stod för 23 mål på 52 grundseriematcher. Med 49 gjorda poäng slutade han på andra plats i Sound Attacks interna poängliga. Han gjorde sin tredje och sista säsong med klubben 2015/16. Han utsågs till en av lagets assisterande lagkaptener. I grundserien fördubblade Palmu sitt personliga poängrekord då han noterades för 98 poäng på 62 matcher (40 mål, 58 assist). Med dessa noteringar vann han lagets interna poäng- och assistliga och slutade på fjärde plats i den totala poängligan. Palmus poängnotering var också rekord för en finländare i OHL (detta rekord slogs dock redan säsongen därpå av Aleksi Heponiemi, som stod för 118 poäng). I det efterföljande slutspelet var Palmu lagets främste målskytt med 13 mål på 17 matcher. Den 29 mars 2017 stod han för ett hat trick då Kitchener Rangers besegrades med 4–7. I slutet av säsongen blev Palmu uttagen till OHL:s andra All Star-lag.

#### 2017–2021: NHL-avtal med Vancouver Canucks
Vid NHL Entry Draft 2017 blev Palmu vald som överårig av Vancouver Canucks i den sjätte rundan som 181:a spelare totalt. Innan detta, i maj 2017, skrev han ett tvåårsavtal med HC TPS i Liiga. Palmu gjorde Liigadebut den 8 september 2017 i en match mot Lukko Rauma. Bara dagar senare, den 12 september, gjorde han sitt första mål i serien i en match mot Vasa Sport. Totalt gjorde Palmu 36 poäng på 59 grundseriematcher och vann därmed poängligan för alla rookies. Med 17 gjorda mål vann han också skytteligan för alla rookies, och slutade på andra plats i TPS interna skytteliga, tillsammans med Ilkka Heikkinen. I slutspelet tog sig laget till semifinal, vilken man förlorade med 4–0 i matcher mot Tappara. TPS förlorade sedan också matchen om tredjepris mot HIFK med 2–3. I slutspelet noterades Palmu för fyra mål och två assistpoäng på elva matcher. I slutet av säsongen tilldelades Palmu Jarmo Wasama Trophy som Årets rookie i Liiga.
Den 28 maj 2018 bekräftades det att Palmu skrivit ett treårskontrakt med Vancouver Canucks i NHL. Han deltog därefter i klubbens träningsläger under hösten 2018, innan han blev skickad till farmarklubben Utica Comets i AHL. Han gjorde debut i AHL den 6 oktober 2018 i en match mot Belleville Senators. Palmu fick dock en väldigt liten roll i Comets och tillbringade mer än hälften av sin första säsong på läktaren. Han spelade bara i 12 av de första 28 matcherna och noterades för en assist. I december 2018 lånade Canucks ut honom till HC TPS för återstoden av säsongen. I Liiga spelade han 29 grundseriematcher där han stod för 18 poäng, varav fyra mål. I slutspelet slogs laget ut i kvartsfinal av HPK med 4–1 i matcher.
Palmu deltog inte i Canucks träningsläger hösten 2019. I september samma år bekräftade klubbens VD Jim Benning att Palmu även skulle komma att spela säsongen 2019/20 i Finland. Den 3 oktober bekräftades det att Palmu skrivit ett låneavtal med JYP för resten av säsongen. Han gjorde därefter sin näst bästa säsong i Liiga dittills då han på 47 grundseriematcher stod för 35 poäng (13 mål, 22 assist). Det efterföljande slutspelet ställdes in på grund av Covid-19-pandemin. Säsongen 2020/21 var Palmu inne på sitt sista år av kontraktet med Canucks. I november 2020 bekräftade klubben att man lånat ut honom till den tyska klubben ERC Ingolstadt i DEL för resten av säsongen.

#### Från 2021: Liigas bästa spelare och spel i SHL
Den 3 maj 2021 stod det klart att Palmu återvänt till Liiga då han skrivit ett tvåårsavtal med Mikkelin Jukurit. Kontraktet inkluderade en option att flytta utomlands efter den första säsongen. Palmu utsågs inför säsongen 2021/22 till ny lagkapten för Jukurit. I februari 2022 utsågs han till månadens spelare i Liiga. I grundserien slutade Palmu på andra plats i serien poängliga, bakom Tapparas Anton Levtchi. Han och Levtchi gjorde också lika många mål, men Levtchi tilldelades Aarne Honkavaara Trophy, som går till skytteligavinnaren, tack vare fler gjorda poäng. Palmu vann Jukurits interna poäng-, skytte-, och assistliga. På 59 grundseriematcher noterades han för lika många poäng (26 mål, 33 assist). Han hade också bäst plus/minus-statistik i laget (+27), vilket också var den bästa noteringen i klubbens historia under en och samma säsong. Han tilldelades Lasse Oksanen Trophy, som går till den bästa spelaren i Liigas grundserie; Palmu blev Jukurits första spelare någonsin att vinna priset. Laget slutade på andra plats i grundserien men slogs sedan ut omgående, i kvartsfinal, av Kookoo med 3–4 i matcher. I slutspelet vann Palmu åter lagets interna poäng-, skytte, och assistliga med fem poäng på sju matcher (två mål, tre assist).
I maj 2022 bekräftade Jukurit att Palmu aktiverat optionen att flytta utomlands i sitt kontrakt. Den 7 juli 2022 rapporterades det att Palmu skrivit ett tvåårsavtal med Örebro HK i SHL. Den 17 september samma år gjorde han debut i serien, i en match mot Linköping HC. I seriens tredje omgång, den 24 september, gjorde han sitt första mål, på Tim Juel, i en 4–1-seger mot IK Oskarshamn. Efter att ha stått för tre poäng på de inledande elva matcherna fick Palmu allt mindre speltid i Örebro och stod också under flera matcher utanför laget. Den 9 december 2022 bekräftades det att Palmu lämnat klubben för spel i seriekonkurrenten Linköping HC. I slutet av säsongen fick Palmu allt mindre speltid även i Linköping. På 26 matcher för klubben stod han för fem assistpoäng.
Den 11 maj 2023 bekräftades det att Palmu brutit sitt avtal med Linköping och återvänt till HC TPS i Liiga. Inför säsongen utsågs Palmu till assisterande lagkapten för TPS. Laget slutade på nionde plats i grundserien där Palmu på 44 matcher noterades för 25 poäng varav sju mål. Han missade avslutningen av grundserien samt inledningen av slutspelet då han i en match den 25 februari 2024 ådrog sig en knäskada. Laget slogs ut i kvartsfinal av Tappara med 4–2 i matcher. Inför säsongen 2024/25 togs Palmu bort som assisterande lagkapten. Han spelade 22 grundseriematcher (tre mål, åtta assist) för TPS innan det den 10 januari 2025 meddelades att Palmu lämnat klubben för seriekonkurrenten HIFK. Han spelade 18 grundseriematcher för HIFK där han stod för 14 poäng. I slutspelet slogs laget ut i kvartsfinal av Saimaan Pallo i fyra raka matcher.
Palmu förlängde sitt avtal med HIFK med ytterligare en säsong, vilket bekräftades den 5 maj 2025.

### Landslag

#### 2015–2017: Ungdoms- och juniorlandslag
Palmu blev uttagen att representera Finland vid U18-VM i Schweiz 2015. Finland blev tvåa i grupp B, bakom Kanada och var därefter klara för kvartsfinalspel. Finland tog sig till final via segrar mot Slovakien (3–0) och Schweiz (4–5). I finalen besegrades laget efter förlängningsspel mot USA med 2–1. Palmu tilldelades därför ett silver och på sju matcher noterades han för ett mål och två assistpoäng.
Palmu blev också uttagen till sitt första och enda JVM, som 2017 avgjordes i Kanada. Finland vann endast en match i gruppspelet och slutade sist i grupp A. Man tvingades därför spela nedflyttningsmatcher, i en serie bäst av tre, mot Lettland. Finland vann i två raka matcher och klarade sig kvar i JVM:s toppdivision. Palmu spelade sex matcher och gick poänglös ur turneringen.

#### 2019–2022: A-landslaget
Palmu gjorde A-landslagsdebut den 12 december 2019 i öppningsmatchen av Channel One Cup mot Tjeckien. Den 13 april 2022 gjorde han sitt första mål i A-landslaget, i en träningsmatch mot Danmark.

## Statistik

### Klubbkarriär
| 2017–18      | HC TPS           | Liiga        | 59  | 17 | 19  | 36  | 8   | 11 | 4 | 2 | 6  | 4  |
| 2018–19      | Utica Comets     | AHL          | 12  | 0  | 1   | 1   | 2   | —  | — | — | —  | —  |
| 2018–19      | HC TPS           | Liiga        | 29  | 4  | 14  | 18  | 8   | 4  | 0 | 0 | 0  | 0  |
| 2019–20      | JYP              | Liiga        | 47  | 13 | 22  | 35  | 24  | —  | — | — | —  | —  |
| 2020–21      | ERC Ingolstadt   | DEL          | 37  | 9  | 13  | 22  | 8   | 1  | 0 | 0 | 0  | 0  |
| 2021–22      | Mikkelin Jukurit | Liiga        | 59  | 26 | 33  | 59  | 24  | 7  | 2 | 3 | 5  | 4  |
| 2022–23      | Örebro HK        | SHL          | 15  | 1  | 3   | 4   | 22  | —  | — | — | —  | —  |
| 2022–23      | Linköping HC     | SHL          | 26  | 0  | 5   | 5   | 6   | —  | — | — | —  | —  |
| 2023–24      | HC TPS           | Liiga        | 44  | 7  | 18  | 25  | 8   | 5  | 0 | 1 | 1  | 6  |
| 2024–25      | HC TPS           | Liiga        | 22  | 3  | 8   | 11  | 8   | —  | — | — | —  | —  |
| 2024–25      | HIFK             | Liiga        | 18  | 4  | 10  | 14  | 4   | 4  | 1 | 0 | 1  | 2  |
| Liiga totalt | Liiga totalt     | Liiga totalt | 278 | 77 | 124 | 198 | 112 | 27 | 6 | 6 | 12 | 14 |

### Internationellt
| År            | Lag           | Turnering     | Matcher | Mål | Assists | Poäng | Utv. |
| ------------- | ------------- | ------------- | ------- | --- | ------- | ----- | ---- |
| 2015          | Finland U18   | U18-VM        | 7       | 1   | 2       | 3     | 4    |
| 2017          | Finland J20   | JVM           | 6       | 0   | 0       | 0     | 2    |
| Junior totalt | Junior totalt | Junior totalt | 13      | 1   | 2       | 3     | 6    |